# The Holy Economic War
 (octobre 2021).
Pistes de Du ciment sous les plaines
Si rien ne bouge
(5) Tout l'or
(7)
The Holy Economic War est une chanson de Noir Désir parue en 1991 sur l'album Du ciment sous les plaines. Les paroles traitent du rapport des individus à la société de consommation, de la liberté de choix face au diktat de l'argent. Tout l'or, la chanson suivante sur l'album, aborde le même thème sous un autre angle.
La chanson est choisie pour la face B du single En route pour la joie.
Une version live figure sur l'album Dies irae  (1994). Celle-ci est intégrée dans la compilation En route pour la joie (2000).